# Milan Ivanović
Milan Ivanović (ur. 21 grudnia 1960 w Sivacu) – australijski piłkarz pochodzenia serbskiego występujący na pozycji obrońcy.

## Kariera klubowa
Ivanović zawodową karierę rozpoczynał w 1981 roku w jugosłowiańskim klubie OFK Beograd. Spędził tam 4 lata, a potem odszedł do Crvenej zvezdy Belgrad. W 1986 roku został stamtąd wypożyczony do Radniček Nisz, gdzie występował przez 2 lata. W 1988 roku wrócił do Crvenej zvezdy. Spędził tam jeszcze rok.
W 1989 roku Ivanović wyjechał do Australii, gdzie został graczem klubu Adelaide City. W 1991 roku otrzymał nagrodę Johnny Warren Medal. W 1992 roku zdobył z zespołem mistrzostwo NSL oraz NSL Cup. W 1993 roku otrzymał nagrodę Joe Marston Medal. W 1994 roku ponownie zdobył z klubem mistrzostwo NSL. W 2000 roku zakończył karierę. W 2007 roku wznowił ją i przez jeden sezon reprezentował barwy klubu Northern Demons.

## Kariera reprezentacyjna
W reprezentacji Australii Ivanović zadebiutował 30 stycznia 1991 roku w przegranym 0:1 towarzyskim pojedynku z Czechosłowacją. W 1996 roku znalazł się w drużynie na Puchar Narodów Oceanii, którego triumfatorem została Australia.
W 1997 roku został powołany do kadry na Puchar Konfederacji. Zagrał na nim w meczach z Brazylią (0:0), Arabią Saudyjską (0:1), Urugwajem (0:0, 1:0 po dogrywce) i ponownie z Brazylią (0:6). Tamten turniej Australia zakończyła na 2. miejscu.
W latach 1991–1998 w drużynie narodowej Ivanović rozegrał w sumie 60 spotkań.